# Stelle a quattro zampe
Stelle a quattro zampe era il nome di una trasmissione televisiva dedicata ai cani, trasmessa sulle reti Mediaset (Canale 5, Italia 1 e Rete 4) ed andata in onda discontinuamente dal 1994 al 2005; ed era di volta in volta condotta da diversi noti personaggi dello spettacolo italiano.
Il 9 marzo 2000 venne realizzata una versione speciale dedicata ai gatti. La serata era condotta da Paola Barale e Massimo Lopez, ed andava in onda su Canale 5.
Nel 2004, la manifestazione passò per una sola edizione a Rai 2 con il titolo di Stelle con la coda, e la conduzione su affidata a Stefania Orlando e Marco Mazzocchi.
Nel 2010 è stato mandato in onda su Italia 1 I Love My Dog, condotto da Rossella Brescia, Gianluca Impastato e Andrea Pucci, e con la giuria composta da Paola Barale, Alba Parietti ed Andrew Howe: idealmente una nuova edizione dello stesso programma.

## Il programma
La trasmissione ruotava intorno a gare di agilità e sfilate di cani (ed in alcune edizioni speciali di gatti), ed era legato al concorso Collare d'oro Friskies, promosso dal 1994 al 2005 e poi nuovamente nel 2010. La gara premiava due categorie di cani: il più agile ed il più bello, scelto in un gruppo di venti animali, che avevano superato una selezione di oltre duecento.
Nelle prime edizioni, autore del programma era Daniele Soragni, mentre coreografo e primo ballerino era Gianni Sperti. Sigle del programma erano: il brano del 1975 Doggy Doggy del gruppo Bulldog e, successivamente, un remix di The Lion Sleeps Tonight.

## Edizioni e Conduttori
- 1994: Gigi Sabani e Susanna Messaggio;
- 1995: Gerry Scotti e Paola Barale con la partecipazione come inviate di Luana Colussi e Licia Colò;
- 1996: Gerry Scotti e Paola Barale;
- 1997: Marco Columbro ed Anna Falchi;
- 1998: Gerry Scotti ed Elenoire Casalegno;
- 2000: Paola Barale e Massimo Lopez (versione felina);
- 2000: Gerry Scotti;
- 2001: Lorella Cuccarini;
- 2002: Alberto Castagna ed Elisabetta Canalis;
- 2004: Stefania Orlando e Marco Mazzocchi (Stelle con la coda);
- 2005: Emanuela Folliero e Marco Liorni;
- 2010: Rossella Brescia, Gianluca Impastato e Andrea Pucci (I Love My Dog).